# ErbB
ErbB蛋白家族含有四种受体酪氨酸激酶，其结构与表皮生长因子受体（EGFR）（其首次发现的成员）有关。在人类中，该家族包括Her1（EGFR，ErbB1）、Her2（Neu，ErbB2）、Her3（ErbB3）和Her4（ErbB4）。基因符号ErbB源自与这些受体同源的病毒癌基因的名称：红细胞白血病病毒癌基因。人类中 ErbB 信号传导不足与多发性硬化症和阿尔茨海默症等神经退行性疾病的发展有关，而过多的 ErbB 信号传导与多种实体瘤的发展有关。
ErbB蛋白家族信号传导对发育很重要。例如，ErbB-2和ErbB-4基因敲除小鼠在妊娠中期死亡会导致与心肌心室小梁缺乏相关的心脏功能缺陷，并表现出周围神经系统的异常发育。在 ErbB-3 受体突变小鼠中，它们的心脏缺陷不太严重，因此能够在整个胚胎发育过程中存活更长时间。施万细胞缺乏成熟会导致运动和感觉神经元退化。过多的 ErbB 信号传导与多种实体瘤的发展有关。ErbB-1和 ErbB-2存在于许多人类癌症中，它们的过度信号传导可能是这些肿瘤发展和恶性的关键因素。

## 家族成员
ErbB 蛋白家族由 4 个成员组成：
- ErbB-1，也称为表皮生长因子受体
- ErbB-2，在人类中称为 HER2，在啮齿动物中称为 neu
- ErbB-3，也称为HER3
- ErbB-4，也称为HER4

v-ErbBs 与 EGFR 同源，但在配体结合胞外域内缺乏序列。

## 结构

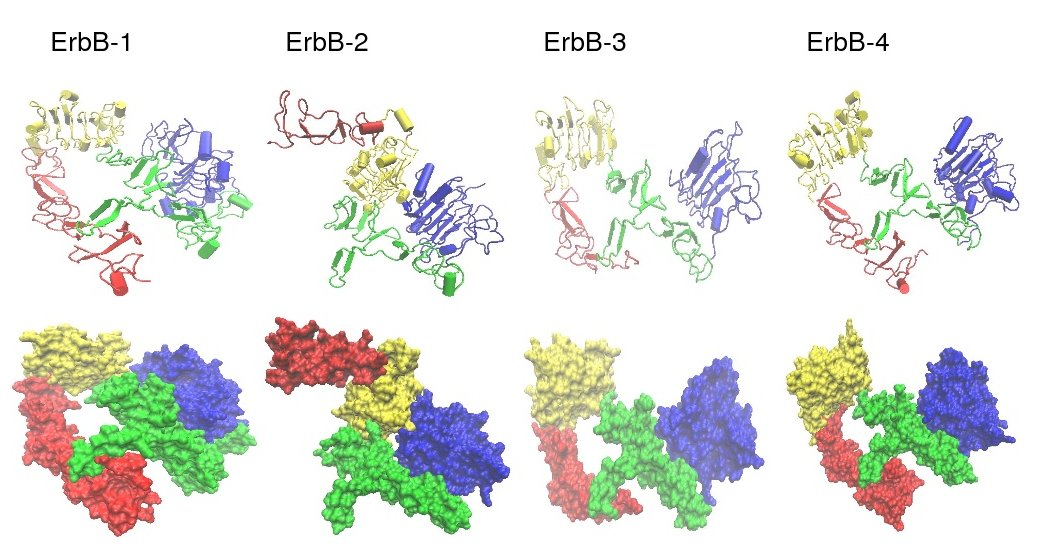
ErbB细胞外结构域结构的比较

所有四个 ErbB 受体家族成员在具有单链模块化糖蛋白的结构上几乎相同。该结构由含有大约 620 个氨基酸的胞外区或胞外域或配体结合区、含有大约 23 个残基的单个跨膜区和含有多达大约 540 个残基的胞内胞质酪氨酸激酶结构域组成。每个家族成员的胞外区由 L1、CR1、L2 和 CR2 4 个亚结构域组成，其中“L”表示富含亮氨酸的重复结构域，“CR”表示富含半胱氨酸的区域，这些 CR 结构域含有二硫键 CR1 结构域中有 8 个二硫键模块，而 CR2 结构域中有 7 个模块。这些子域在下图中以蓝色 (L1)、绿色 (CR1)、黄色 (L2) 和红色 (CR2) 显示。 这些子域也分别称为域 I-IV。ErbB 受体的细胞内/细胞质区域主要由三个亚结构域组成：一个具有大约 40 个残基的近膜结构域、一个包含大约 260 个残基的激酶结构域和一个由 220-350 个氨基酸残基组成的 C 末端结构域，这些结构域通过其酪氨酸的磷酸化而被激活 介导其他 ErbB 蛋白和下游信号分子相互作用的残基。
下图显示了ErbB家族蛋白的三维结构，使用Pdb文件1NQL （页面存档备份，存于）（ErbB-1）、1S78 （页面存档备份，存于）（ErbB-2）、1M6B （页面存档备份，存于）（ErbB-3）和2AHX （页面存档备份，存于）（ErbB-4）：

## ErbB 和激酶激活
ErbB 蛋白家族的四个成员在被潜在生长因子配体的子集激活后能够形成同源二聚体、异源二聚体和可能的高级寡聚体。有 11 种生长因子可激活 ErbB 受体。
每种生长因子激活每种ErbB受体的能力（'+'）或不能（'-'）如下表所示：
| 配体           | 受体   | 受体   | 受体   | 受体   |
|                | ErbB-1 | ErbB-2 | ErbB-3 | ErbB-4 |
| EGF            | +      | -      | -      | -      |
| TGF-α          | +      | -      | -      | -      |
| HB-EGF         | +      | -      | -      | +      |
| 双调蛋白       | +      | -      | -      | -      |
| β细胞素        | +      | -      | -      | +      |
| 表观蛋白       | +      | -      | -      | -      |
| 表皮调节素     | +      | -      | -      | +      |
| 神经调节蛋白 1 | -      | -      | +      | +      |
| 神经调节蛋白 2 | -      | -      | +      | +      |
| 神经调节蛋白 3 | -      | -      | -      | +      |
| 神经调节蛋白 4 | -      | -      | -      | +      |

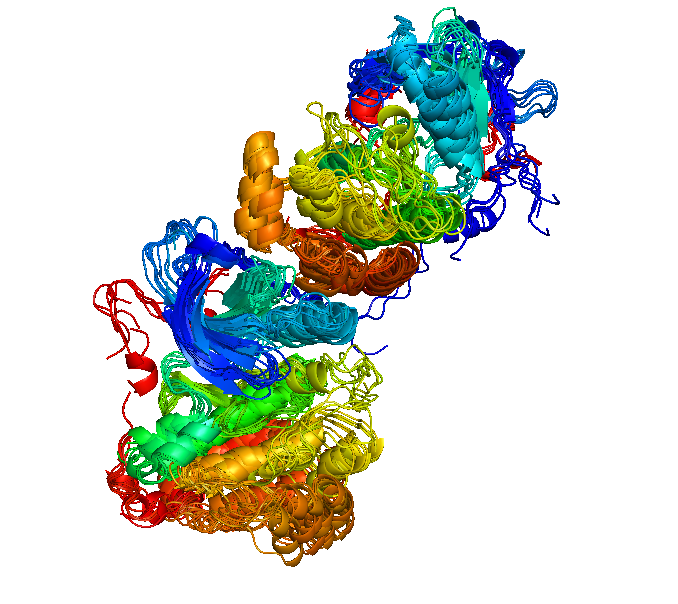
在 ERBB 激酶的晶体结构中观察到类似界面的叠加，包括 EGFR、ERBB2 (HER2) 和 ERBB4 (HER4)。 蛋白质链从 N 到 C 末端从蓝色变为红色。 每个二聚体顶部的激酶（如图所示）激活每个二聚体底部的激酶（Zhang et al., Cell v. 125, pp. 1137–1149, 2008）。该集群是使用 ProtCID 数据库标识的。

在配体与 ErbB 单体的细胞外结构域结合后发生二聚化，并且单体-单体相互作用建立激活激酶结构域中的激活环，从而激活 ErbB 细胞内部分激酶结构域中特定酪氨酸激酶的进一步磷酸化过程。由于 ErbB 家族成员的领域特异性和性质，这是一个复杂的过程。值得注意的是，ErbB1和ErbB4是ErbB蛋白家族中研究最多且完整的两个，它们形成功能性细胞内酪氨酸激酶。ErbB2 没有已知的结合配体，并且 ErbB3 中不存在活性激酶结构域，这使得这对二人组更适合形成异二聚体并共享彼此的活性结构域以激活酪氨酸激酶的转磷酸化。主要反式或自磷酸化的特定酪氨酸分子位于 ErbB 单体尾部区域的 Y992、Y1045、Y1068、Y1148、Y1173 位点。为了激活 ErbB 二聚体中的激酶结构域，两个单体的不对称激酶结构域二聚体需要在相邻单体位点具有完整的不对称（NC 瓣）界面。酪氨酸激酶结构域的激活导致整个下游信号通路的激活，如 PLCγ、ERK 1/2、p38 MAPK、PI3-K/Akt 等。
当不与配体结合时，ErbB1、ErbB3 和 ErbB4 的细胞外区域处于系留构象中，其中 10 个氨基酸长的二聚臂无法介导单体-单体相互作用。 相反，在配体结合的 ErbB-1 和未配体的 ErbB-2 中，二聚化臂变得不受系留并暴露在受体表面，使单体-单体相互作用和二聚化成为可能。胞外域二聚化的结果是两个细胞质结构域的定位，使得特定酪氨酸、丝氨酸和苏氨酸氨基酸的转磷酸化可以在每个 ErbB 的细胞质结构域内发生。 在 ErbB-1 的细胞质结构域中已鉴定出至少 10 个特定的酪氨酸、7 个丝氨酸和 2 个苏氨酸，它们可能在受体二聚化后被磷酸化并在某些情况下去磷酸化（例如 Tyr 992）。尽管存在许多潜在的磷酸化位点，但在二聚化后，这些位点中只有一个或更罕见的两个位点在任何时候被磷酸化。

## 在癌症中的作用
磷酸化的酪氨酸残基充当细胞内信号激活剂（例如 Ras）的结合位点。 Ras-Raf-MAPK 通路是 ErbB 家族的主要信号通路，PI3-K/AKT 通路也是如此，两者都导致细胞增殖增加和细胞凋亡抑制。
遗传性 Ras 突变在乳腺癌中并不常见，但 Ras 可能通过 ErbB 受体的过表达在乳腺癌中被病理性激活。受体酪氨酸激酶的激活产生信号级联，其中 Ras GTPase 蛋白被激活至 GTP 结合状态。RAS 通路可以与丝裂原活化蛋白激酶通路或许多其他可能的效应器结合。
由于突变改变了通路中的蛋白质，PI3K/Akt 通路在许多人类肿瘤中失调。关于乳腺肿瘤，分别在 3-5% 和 20-25% 的原发性乳腺肿瘤中检测到 Akt 和 PI3K p110α 亚基的体细胞激活突变。许多乳腺肿瘤的 PTEN 水平也较低，PTEN 是一种脂质磷酸酶，可将磷脂酰肌醇 (3,4,5)-三磷酸去磷酸化，从而逆转 PI3K 的作用。
已发现 EGFR 在许多癌症中过表达，例如神经胶质瘤和非小细胞肺癌。帕尼单抗、西妥昔单抗、吉非替尼、厄洛替尼、阿法替尼和拉帕替尼等药物用于抑制它。西妥昔单抗是一种嵌合人的鼠免疫球蛋白G1单抗，以高亲和力结合EGFR并促进EGFR内化。最近表明，对西妥昔单抗和吉非替尼的获得性耐药可能与 ErbB-3 的过度活跃有关。这与获得性 c-MET 过表达有关，后者使 ErbB-3 磷酸化，进而激活 AKT 通路。帕尼单抗是一种具有高EGFR亲和力的人单抗，可阻断配体结合以诱导EGFR内化。帕尼单抗的疗效已在多种晚期癌症患者中进行了测试，包括临床试验中的肾癌和转移性结直肠癌。
ErbB2 过表达可发生在乳腺癌、卵巢癌、膀胱癌、非小细胞肺癌以及其他几种肿瘤类型中。曲妥珠单抗或赫赛汀通过选择性结合 ErbB-2 受体的细胞外结构域来抑制下游信号级联反应。这导致肿瘤细胞增殖减少。曲妥珠单抗靶向肿瘤细胞并通过促进抗体依赖性细胞毒性通过免疫系统引起细胞凋亡。三分之二的女性对曲妥珠单抗有反应。尽管赫赛汀在大多数乳腺癌病例中效果良好，但尚未阐明为什么某些 HER2 阳性乳腺癌反应不佳。 研究表明，雌激素受体阳性乳腺癌的 FISH 检测比率较低，对这种药物的反应较小。